# Froschau (Oberweiling)
Die Froschau war ein Ortsteil der Gemeinde Oberweiling im Landgericht Parsberg in der Oberpfalz, wo sie vor 1925 im Ortsteil Finsterweiling aufgegangen ist.

## Ortsnamendeutung
Der Ortsname kann gedeutet werden als Ansiedelung bei der froschreichen Aue.

## Geschichte
Froschau, eine Hofmark mit Sitz in Finsterweiling, unterstand im Alten Reich hochgerichtlich dem herzoglich-bayerischen Pflegamt Velburg. Die Hofmark, seit dem 16. Jahrhundert kurpfälzisches Lehen, gehörte bis zur Mitte des 16. Jahrhunderts den Pollingern; 1426 ist erstmals ein Ulrich Pöllinger zu Froschau erwähnt. 1552 verkauften sie ihr Landsassengut an Hans Adam Wisbeck zu Velburg, 1574 erbte den Sitz Hans Heinrich Nothaft, der ihn noch vor 1582 an den Stephan Frey, bürgerlicher Geheimschreiber zu Amberg, veräußerte. 1603 durfte sein Sohn Sigmund Frey das Gut in Besitz nehmen. Zu dieser Zeit gehörten zur Hofmark Froschau grundherrschaftlich und damit niedergerichtlich 1 Gut in Batzhausen, 1 Hof, 2 Güter und die Mühle in Finsterweiling. Die im Grunde arme Hofmark blieb bis ins 18. Jahrhundert in Besitz von Nichtadeligen. Bei einem Verkaufsverfahren Mitte des 18. Jahrhunderts fand sich lange kein Käufer; erst 1755 erwarben die Weitenauer die Hofmark. Am Ende des Alten Reiches, um 1800, verfügten sie über 2 Viertelhöfe (Hierl und Götz), 1 Achtelhof und 1 Mühle. Das Wasserschloss Froschau gehörte ihnen noch um 1830; es ist abgegangen.
Im Königreich Bayern wurde um 1810 der Steuerdistrikt Oberweiling gebildet, dem neben Oberweiling die Ansiedlungen Finsterweiling, Froschau, Haumühle, Hollerstetten (dort gehörte ein Hof und ein Gut zur ehemaligen Hofmark Froschau) und Reckenhofen angehörten. Mit dem Gemeindeedikt vom 15. Mai 1818 wurde daraus die Ruralgemeinde Oberweiling im Landgericht Parsberg, der 1830 die Ruralgemeinde Altenveldorf angegliedert wurde. Vor 1900 kamen noch die Orte Neumühle, Neuöd, Obermühle, Oberweiling, Regenfußmühle und Schallermühle dazu. Die Kinder gingen nach Oberweiling zur Schule, wo der Lehrer gleichzeitig Mesner und Organist war.
In Froschau wohnten
- 1836 19 Einwohner (2 Häuser),[13]
- 1875 10 Einwohner (8 Gebäude; Großviehbestand: 2 Pferde, 18 Stück Rindvieh),[14]
- 1900 16 Einwohner (3 Wohngebäude).[15]

In den amtlichen Ortschaften-Verzeichnissen Bayerns ist die Froschau ab 1925 nicht mehr gesondert aufgeführt, sondern ist bei Finsterweiling mitberücksichtigt. Am 1. Januar 1972 wurde bei der Gemeindegebietsreform die Gemeinde Oberweiling und damit auch der Ortsteil Finsterweiling/Froschau in die Stadt Velburg eingegliedert.

## Kirchliche Verhältnisse
Die Froschau gehörte seit altersher mit Finsterweiling zur Pfarrei Oberweiling. Diese wurde mit Pfalz-Neuburg 1548 der Reformation unterworfen und 1620 rekatholisiert; die Glaubenswechsel mussten alle Untertanen vollziehen, so auch die Bewohner der Froschau. In Finsterweiling wurde 1892 durch den Grünbauern eine Herz Jesu-Kapelle erbaut. Der Sitz Froschau soll bereits eine Kapelle gehabt haben.